# Need for Speed: No Limits
 (février 2017).
Si vous disposez d'ouvrages ou d'articles de référence ou si vous connaissez des sites web de qualité traitant du thème abordé ici, merci de compléter l'article en donnant les références utiles à sa vérifiabilité et en les liant à la section « Notes et références ».
Need for Speed: No Limits (NFS:NL) est un jeu vidéo de course développé par Firemonkeys et édité par Electronic Arts en 2015. C'est un jeu compatible uniquement sur les supports portables Android et iOS. Il s'agit du vingt-et-unième jeu de la série Need for Speed. Il est sorti officiellement le 1er octobre 2015 en France et il est proposé sous forme de Freemium.

## Système de jeu

### Généralités
Need for Speed: No Limits est basé sur la course de rue clandestine, la personnalisation de véhicules ainsi que sur des courses poursuites avec la police.
Le joueur prend parti à des courses illégales au volant de véhicules toujours plus puissants pour tenter de remporter la victoire et ainsi débloquer de nouveaux véhicules et de nouvelles pièces.

### Modes de jeu
Dans le mode Carrière, le joueur débute une histoire longue ou il devra affronter un certain nombre de concurrents pour accéder à des courses plus musclées avec des coureurs bien plus chevronnés pour passer à l'étape suivante. Chaque niveau se compose de 10 courses qui doivent être obligatoirement accomplies pour progresser dans l'histoire. Le mode « Séries de voitures » ne comporte pas d'histoire mais possède lui aussi un système de niveau pour progresser. Il y a 6 courses par niveau dont une qui apporte une récompense plus grosses que les autres comme de l'Or. Le mode « Événements spéciaux » sont des évènements à durée limitée et renouvelées chaque semaine ; ils permettent de débloquer des voitures plus performantes ainsi que des pièces exclusives pour son véhicule. Le « mode Snoop Dogg » ou « Lil Wayne »  sont des courses sponsorisées par ces différents rappeurs qui se jouent en multijoueur (par réseau étendu) et qui proposent un système de SpeedPoints (SP) qui indique notre niveau de jeu actuel. Ce système de SP est tiré d'autres jeux Need for Speed (NFS) comme Need for Speed: Most Wanted et Need for Speed: Rivals. Le mode tuning est composé de courses qui se renouvellent chaque jour de la semaine et qui proposent des récompenses diverses et variées comme des plans pour construire des véhicules, des pièces pour les améliorer ainsi que de la monnaie virtuelle.

### Types de courses
Il existe plusieurs types de courses. L'« Heure de pointe » est une course classique similaire à un sprint ou le pilote doit se rendre d'un point A à un point B contre des autres adversaires. La police est aussi de la partie car elle va essayer de stopper la course en se mettant devant vous. Dans la course « Nitro », différentes zones bleues qui se suivent sont réparties tout au long de l'épreuve et qui remplissent la jauge de nitro (Protoxyde d'azote) qui permet d'avoir un surplus d’accélération durant une courte période. La course « Chasseur » consiste à rattraper son adversaire qui a commencé la course avant nous, de le dépasser, de rester en tête et de terminer la course avant lui (similaire au sprint). « Barrage » est un sprint classique mais ou la police s’en mêle beaucoup plus que d'habitude car elle pose des barrages tout au long de la course pour tenter de la stopper. Le « Contre la montre » est un mode similaire au sprint mais a contrario d'avoir des adversaires en jeu, le pilote doit terminer la course avant la fin du temps imparti pour remporter l'épreuve. La course nommée « Saut » est similaire elle aussi au sprint, elle peut se jouer seul (comme le contre la montre) ou alors avec des adversaires présents en jeu; des tremplins de saut sont répartis tout au long de l'épreuve pour permettre de remplir sa barre de nitro lorsque la voiture est en l'air, afin de distancer ses adversaires. La « Livraison » a un objectif similaire à la course contre la montre : le but est de livrer une voiture que l'on a prêtée au pilote sans percuter quoi que ce soit sous peine de voir le chrono amputé d'une pénalité de temps.

### Monnaie virtuelle
Dans le jeu on retrouve différents types de monnaies qui peuvent être utilisées pour acquérir divers objets dans le jeu.
Le cash ou cash in-game est la monnaie la plus courante du jeu. Elle est représentée par le symbole $ (Dollar) et par la couleur blanche. Le pilote peut en acquérir de différentes manières : en gagnant des courses, dans des caisses ou encore en achetant des packs dans la boutique.
L'Or est la seconde monnaie du jeu, elle se gagne beaucoup plus difficilement que le cash mais permet d'obtenir des articles de rareté supérieure. Elle est représentée par un lingot d'or. Pour en obtenir, le pilote peut ouvrir des caisses, passer des niveaux, réussir des épreuves ou encore en achetant des packs dans la boutique.